# NOT FOUND (Sexy Zoneの曲)
「NOT FOUND」（ノット・ファウンド）は、2020年11月4日にユニバーサルミュージックから発売されたSexy Zoneの19作目のシングル。

## 概要
前作「RUN」から約3ヶ月ぶりのシングルとなり、2020年8月に活動再開を発表した松島聡も参加している。
本作は2019年からシングル2作、アルバム2作を通して4作ぶりにSexy Zone 5人で作品をリリースする。
販売形態はDVD付きの初回限定盤A、B、CDのみの通常盤、全3種類となっている。
表題曲は、メンバーの菊池風磨主演 日本テレビ系シンドラ『バベル九朔』の主題歌であり、14thシングル「ぎゅっと」から6作連続で日本テレビのドラマ主題歌起用となった。パワフルでクセになるフレーズで、ドラマの主人公が抱く葛藤と希望を描いた魂を揺さぶる楽曲であり、RAP部分も菊池が作詞を担当する。
シングルとしては、2020年12月から活動休止していたマリウス葉が参加した最後の作品で、5人体制でのラストシングルとなった。

## チャート成績
初週24.4万枚を売り上げ、「オリコン週間シングルランキング」で初登場1位を獲得した。デビューからのシングル連続1位獲得作品数を19作連続に更新した。また、前作「RUN」に続き、2作連続の初週売上20万枚超えを記録した。

## 収録曲

### CD

#### 通常盤
＊初回プレス仕様 ピクチャーレーベル
1. NOT FOUND [4:20]
作詞：渡辺拓也・金井政人、ラップ詞 : 菊池風磨、作曲：加藤冴人、編曲：亀田誠治
  - 菊池風磨主演 日本テレビ系シンドラ『バベル九朔』主題歌
2. 約束 [4:58]
作詞：川口進・坂室賢一・大知正紘、作曲：川口進・坂室賢一、編曲：川口進・田渕夏海
3. Arms Around Me [3:54]
作詞・訳詩：ONIGASHIMA、作曲・編曲：Justin Reinstein
4. NOT FOUND -Inst-
5. 約束 -Inst-
6. Arms Around Me -Inst-

#### 初回限定盤A
【仕様】NOT FOUND仕様
1. NOT FOUND
2. Sugar Step [3:07]
作詞：RIKE、作曲：Stephan Elfgren・RIKE・Funk Uchino、編曲：Stephan Elfgren
3. Sugar Step -Inst-

#### 初回限定盤B
【仕様】NOT FOUND仕様
1. NOT FOUND
2. Bad Girl [4:08]
作詞：佐藤舞花、作曲：youwhich・児山啓介、編曲：CHOKKAKU
3. Bad Girl -Inst-

### DVD

#### 初回限定盤A
1. 「NOT FOUND」Music Video
2. 「NOT FOUND」Music Video Making
3. 「NOT FOUND」Dance Shot ver.

#### 初回限定盤B
1. Sexy Zone特別企画 「そうだ!うまくいかない時はお肉にかぶりつきえがおになろう!リフレッシュBBQ!｣（約44分）